# Tarnowsko-Rzeszowski Okręg Przemysłowy

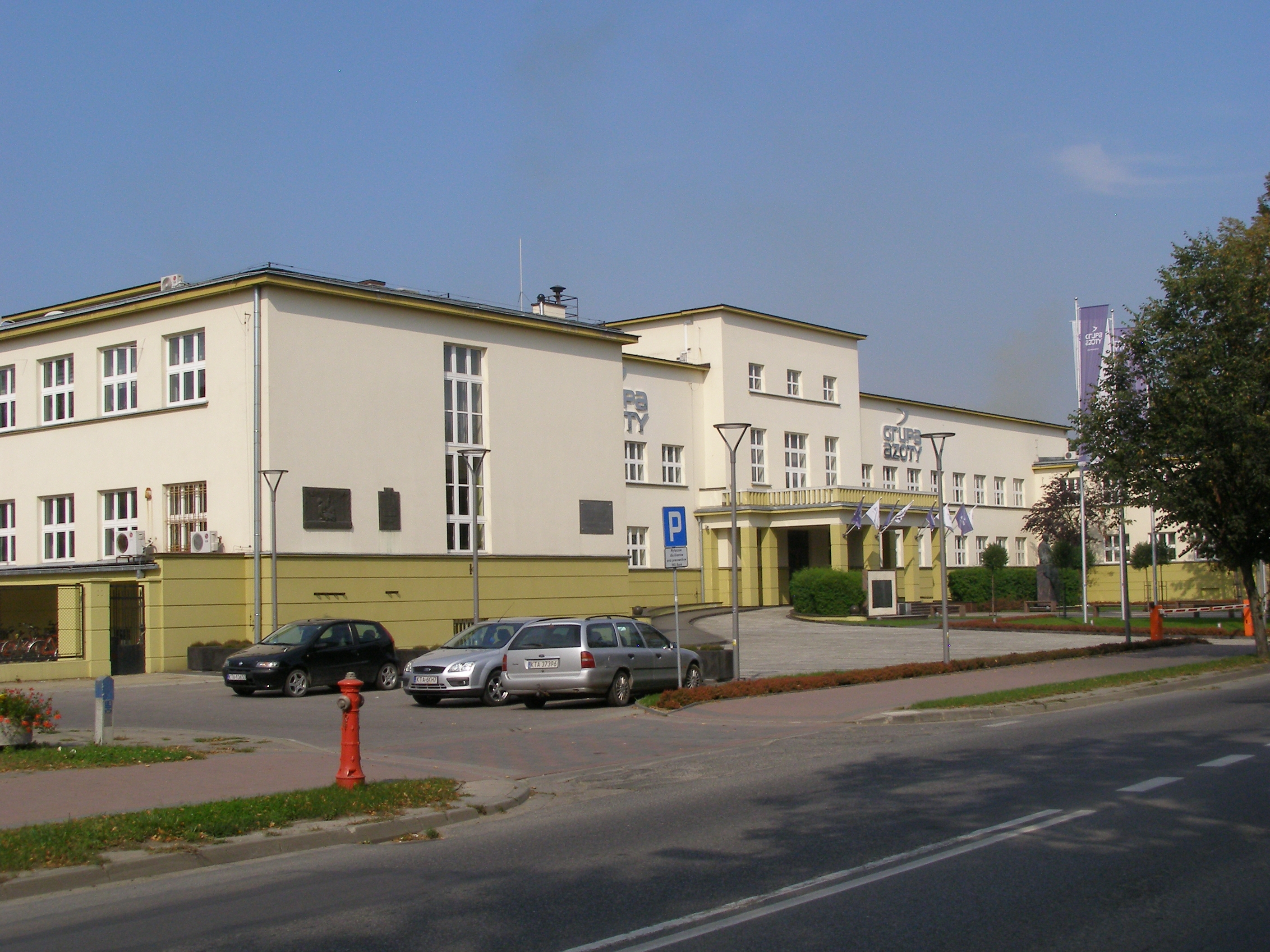
Zakłady Azotowe w Tarnowie, fot. 2014

Tarnowsko-Rzeszowski Okręg Przemysłowy – okręg przemysłowy we wschodniej Małopolsce, gdzie głównymi ośrodkami są Tarnów, Rzeszów i Dębica. 
Gałęzie przemysłu: górniczy, elektromaszynowy, chemiczny. Surowce występujące na obszarze okręgu to: ropa naftowa i gaz ziemny.
Główne zakłady:
- Zakłady Zmechanizowanego Sprzętu Domowego "Zelmer" w Rzeszowie,
- Zakłady Azotowe w Tarnowie-Mościcach,
- Fabryka Opon Samochodowych w Dębicy